# Asif Kapadia
Pour les articles homonymes, voir Kapadia.
Asif Kapadia, né à Hackney (Londres) en 1972, est un cinéaste britannique d'origine indienne.
Alternant fictions et documentaires, il a réalisé plusieurs documentaires biographiques : Senna, Amy et Diego Maradona.

## Biographie
Asif Kapadia a réalisé plusieurs films primés, dont The Sheep Thief (en) (1997), vainqueur du 2e Prix Cinéfondation du court métrage au Festival de Cannes, The Warrior (2001), qui a remporté le British Academy Film Award du meilleur film 2003, et Senna (2010), vainqueur des British Academy Film Awards du meilleur documentaire et du meilleur montage et du prix du public World Cinema au Festival du film documentaire de Sundance 2011.
En 2015, il réalise Amy, un documentaire retraçant la vie de la chanteuse Amy Winehouse, puis en 2019 un autre intitulé Diego Maradona, consacré au footballeur argentin.

## Filmographie
- 1994 : Indian Tales (court métrage)
- 1996 : The Waiting Room (court métrage)
- 1996 : Wild West (court métrage)
- 1997 : The Sheep Thief (court métrage)
- 2001 : The Warrior
- 2006 : The Return
- 2007 : Far North
- 2008 : Uneternal City (documentaire)
- 2008 : Trancity (court métrage)
- 2008 : My World (court métrage)
- 2010 : Senna (documentaire)
- 2012 : The Odyssey (court métrage)
- 2013 : Standard Operating Procedure (court métrage)
- 2015 : Amy (documentaire)
- 2016 : Ali and Nino
- 2016 : The Tale of Thomas Burberry (court métrage)
- 2017 : Mindhunter (série télévisée), 2 épisodes
- 2019 : Diego Maradona (documentaire)
- 2021 : 1971 : The Year That Music Changed Everything (série télévisée)
- 2021 : The Me You Can't See (mini-série télévisée), 5 épisodes
- 2021 : Laika (court métrage)
- 2022 : Creature
- 2024 : Camden (mini-série télévisée)

## Distinctions
- Festival du film de Hollywood 2015 : Hollywood Documentary Award pour Amy
- Oscars 2016 :  meilleur film documentaire pour Amy